# پژو ۳۰۴

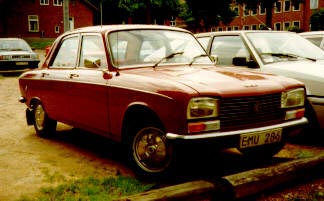

پژو ۳۰۴ (Peugeot 304) خودرویی است که در سال‌های ۱۹۶۹–۱۹۸۰ تولید شده‌است. طراحی آن خودروهای موتور جلو-محور جلو بوده طول آن در حالت طبیعی ۴٬۱۴۰ میلیمتر (۱۶۳ اینچ)، عرض آن در حالت طبیعی ۱٬۵۷۰ میلیمتر (۶۲ اینچ) و ارتفاع آن در حالت طبیعی ۱٬۴۱۰ میلیمتر (۵۶ اینچ) است.